# 靖港镇
靖港镇坐落在湖南省长沙市望城区湘江下游西岸，距离长沙主城区约为30公里，属望城区所辖行政建制镇。靖港镇为望城区大众垸四乡镇之一，处洞庭湖流域南缘；南部、西部和北部分别与本县新康乡、格塘镇与乔口镇相邻，东面隔湘江与铜官镇相望。目前有长沙市主城区经高塘岭镇直达的高等级公路雷锋大道延伸至该镇，水陆交通十分便利。

## 历史

### 靖港之名由来
靖港古名“沩港”，相传今之“靖港”之名是为纪念唐朝大将李靖。唐朝初年，大将李靖奉唐高祖之命，领军击败萧铣以平定江南，并镇守长沙湘江一带。他的兵营驻扎在沩港（“沩水港”）。李靖治军有方、军队纪律严明，很受老百姓爱戴。李靖离开长沙去漠北之后，人们一直很怀念他，于是就把他驻扎过的“沩港”改为现名“靖港”。
靖港是一个古镇，从前是益阳县、宁乡县、湘阴县以及大众垸及其临近地区农产品的集散地，曾有“小汉口”之称，1957年沩水河改道，由新康（乡）注入湘江后，繁华地位渐渐逊色。

### 历史
1854年，湘军将领曾国藩在这里与太平天国军石贞祥部水战，兵败投河自尽，被部下救起。
现靖港镇1951年属于新民乡、青峰乡、胜利乡和靖港镇地域。
- 1958年属于靖港人民公社。
- 1962年析建靖港镇和靖港公社，均隶属于靖港区。
- 1984年靖港公社改为靖港乡。
- 1995年6月，靖港公社并入靖港镇。
- 2015年11月19日，靖港镇和格塘镇成建制合并设立靖港镇。[2]

### 靖港古镇
靖港古镇为湖南古代重要的军事重镇、昔日淮盐主经销口岸和湖南四大米市之一，素有“小汉口”之称。2004年2月被确定的“长沙地区历史文化村镇”，2008年10月14日被建设部与国家文物局授予中国历史文化名镇。古镇区域内现有传统建筑1,008栋，3,646间，面积22,607平方米，主要为明清及民国时期的民居、商铺、会馆，保存较好。2008年9月启动的古镇第一期0.7平方公里的保护性开发，项目总投资近5亿元，按照国家5A级景区标准修复，2008年9月25日起对外开放。

### 区划史
| 2002年靖港镇行政区划（社区和村）                                                                            | |
| 2002年，全镇辖8个村、11社区，112个村民小组、100居民小组，共计9963户，总人口23494人，其中非农业人口14065人。 | |
| 项目 | 单位详列 |
| 17个村 | 黯塘村、大泊湖村、挂榜村、马山堆村、潘西村、前塘村、青峰村、汝洋湖村、沙围子村、神游塘村、石毫村、魏家湖村、乌金村、小泊湖村、徐坪村、鸦甫山村和樟木桥村 |
| 3社区 | 一社区、二社区、三社区 |

## 现行行政区划
下辖7个行政村1个社区：
芦江社区、石毫村、复胜村、农溪村、金星村、福塘村、前榜村和新峰村。

## 经济
明清至民国时期，靖港镇是湖南省著名的米市和淮盐经销口岸。18世纪末，靖港镇有粮行、米号90多家，钱庄5家，剪纸、圆木、手工秤、铁铺、纸伞等手工业数不胜数。麻石街的常住人口4万余人，流动人口1万余人。